# 國民革命軍第五十三軍
國民革命軍第五十三軍，从1933年至1948年为国民革命军陆军的一个东北系中央化军级部队。

## 抗战前
1933年2月15日，國民政府為抗擊日軍侵略中華民國華北地區之熱河省，以第一〇六師、第一〇八師、第一一六師、第一一九師、第一二九師、第一三〇師、騎兵第二師等7個師在熱河省平泉縣組建第五十三軍，軍長由軍事委員會北平分會總參議、第四軍團總指揮萬福麟中將〔字壽山、1880年生、吉林省農安人、行伍出身〕兼任，受第四軍團總指揮部節制。同年3月，第一一二師調入第五十三軍序列。本軍成立之初，先於熱東之朝陽、凌源地區抗擊日軍，所屬第一二九師、第一三〇師潰敗後，退守界嶺口，後撤往灤河以西休整。4月，第一一二師調歸第六軍團直轄。長城抗戰結束後駐軍北平，第一〇六師調歸軍分會直轄。1934年2月，第一一六師、第一二九師調往豫鄂皖邊區與共黨叛軍作戰，第一〇八師調歸國民革命軍第五十七軍序列。1935年6月，第五十三軍移駐保定，留第一一六師負責北平城防。9月，騎兵第二師調歸騎兵軍整編。
1935年11月26日，兼軍長萬福麟上將調任冀察綏靖公署副主任，仍兼第五十三軍軍長。同時第五十三軍改受冀察綏靖公署節制。1937年6月，第五十三軍所屬部隊按調整師編制整編，保留第一一六師、第一三〇師番號，撤銷第一一九師、第一二九師番號，另調第九十一師加入序列。

## 中日八年戰爭
1937年7月，對日戰爭全面爆發後，奉命擔負平漢沿線之守備。1937年8月23日，兼軍長萬福麟上將調任第一集團軍副總司令，仍兼第五十三軍軍長。同時第五十三軍改受第一集團軍總司令部節制。保定會戰失利後，奉命掩護第2集團軍主力後撤，繼而撤往河南省輝縣休整。
1937年10月30日，兼軍長萬福麟上將調任第二十集團軍副總司令，仍兼第五十三軍軍長。同時第五十三軍改受第二十集團軍總司令部節制。1938年1月，奉命反攻湯陰，惜遭當面優勢日軍反撲，敗退入晉，分駐晉城、高平、陵川。
1938年3月28日，兼軍長萬福麟上將調任第二十六軍團長，仍兼第五十三軍軍長。同時第五十三軍改受第二十六軍團部節制。5月返豫，擔負黃河河防。6月移駐湖北麻城、黃陂，繼又改駐陽新。7月改受第九戰區司令長官部節制。同時第九十一師調歸國民革命軍第八十五軍序列。9月，本軍參加武漢會戰，於陽新地區抗擊日軍近一個月，因損失過重撤往湖南沅陵整補。

## 二戰後與全國總動員勘平叛亂
1945年8月日本政府宣布無條件投降後，本軍入越南，於河內接受日本駐軍投降。1946年3月，法軍為重佔越南，於越南海防強行登陸，遭第五十三軍第一三〇師反擊，狼狽而逃。
1946年6月，第五十三軍奉調回國，海運華北參與剿匪，改受第三十四集團軍總司令部節制。第五十三軍抵達秦皇島後，先後解除徐水、保定之圍。8月改受東北保安司令長官部節制，奉命打通遼寧、熱河、河北三省之交通線。9月佔據密雲後，復歸第十一戰區司令長官部節制，奉命打通平綏交通線。10月，本軍分駐保定、徐水、固安沿線，擔負護路之責。1947年3月改受保定綏靖公署〔原第十一戰區改稱〕節制。在华北作战期间参加过进攻张家口战役、易满战役、姚村战役。在易满战役中第130师第388团被歼，少将团长佟道被俘。
1947年6月開赴東北，解四平、本溪之圍。1947年8月，本軍移駐開原，同時增編暫編第三十師。1947年9月，陈诚组建四个兵团，采取固定防区，重点防御的方针。以第五十三军为基干，并新建暂编第30师（以3个保安团为基干），及东北守备第一总队、东北守备第二总队、加上第五十二军、骑兵第一军、暂编第55师、暂编第58师等编组为东北第三兵团。軍長周福成中將升任第三兵團司令官，仍兼第五十三軍軍長。第三兵团司令官周福成，副司令覃异之、参谋长蒋希斌。
1947年东北秋季攻势，於10月間先後在威遠保、昌圖地區受創：
- 第116師在铁岭县北威远堡门覆沒，师长刘润川、副师长张绍贤、参谋长吴和声被俘。《国民革命军战史》记载：“位于威远堡之第116师，仓促应战，损失惨重。”
- 位于貂皮屯的第130师，《国民革命军战史》记载：“亦同时受攻击，该师第390团于1日10时顷，到达红花甸，复陷重围。”

周福成集中第五十三军直属部队、暂编第30师全部、第130师（欠第390团）共计5个步兵团的兵力守备新开原，经过三昼夜激战，终于击退东北野战军的进攻。
1948年1月，第三兵團改稱第八兵團，只辖五十三军，原所属骑兵整编为骑兵司令部，暂编师、保安队已经补充编入各军。第五十二军也调出。军部驻铁岭城内中央街后街的兴农合作社院内。2月暫編第三十師改稱第一一六師，以军参谋长刘德裕为师长，另行編建暫編第三十師，师长仍为张儒彬。
东北局社会部派人做副军长赵镇藩与第130师师长王理寰的联络工作。1948年2月解放军解放开原时俘虏了一批国民党的军官，拘押在开原县公安局，其中，曾任安东保安第二支队司令的孙靖波和赵国屏有亲属关系。中共东北局城工部开原站站长程光烈就积极做孙靖波的工作，谈妥后派他到铁岭去找赵国屏，并同当地中共地下组织取得了联系。不久，赵国屏带来口信，表示在适当时机起义。1948年5月初，在开原战斗中被俘虏的第116师师长刘润川、副师长张绍贤、第390团团长傅广恩，经开原站程光烈做工作后，由解放区释放回到铁岭与王理寰见了面，把吕正操的亲笔信当面给了王理寰：
“近闻师次黄龙（开原古称），整军银州（铁岭古称），遥为钦佩。讲武（东北讲武堂）同学，星散各地，均乏联系。监督汉公（指张学良）身在囹圄，安危莫保；西安义举，吾侪当不忘其苦衷。东北沦陷，家乡涂炭，十几年来无人挽救。日寇降后，方期重见天日。不料内战又兴，荼毒生灵。是非进止，早在洞鉴。兄举足轻重，跷希以待。
弟吕正操鞠躬×月×日

其他同学请代致意，又及。”
地下工作人员王佩青（化名冷太太）和王理寰接头，进一步鼓励王理寰。从此，王佩青等在王理寰的掩护下做策反和情报工作。1948年6月，中共东北局社会部从哈尔滨派赵国屏的同乡、同学、远房表妹李书城（女，又名李述笥，丈夫曾经为共产国际做情报工作牺牲，其本人做地下交通员），带着吕正操、于毅夫的亲笔信来铁岭与第53军副军长赵国屏会面。李书城以中共名义提出起义条件：保持原编制，保证官兵人身安全和个人财产不受侵犯，与解放军平等待遇。在与解放军作战时，战场上让路，可以按起义看待。具体事宜，可派人与东北局社会部开原站联系。赵国屏让李书城转告上级：“我早就有这样的打算，你来得正好，不然我还想派人找你们呐！不过军长周福成非常愚忠，无法争取。现在我是副军长。第53军4个师长，其中张儒彬（暂编第30师）、毛芝荃（东北第二守备总队少将总队长）两师长都是我当师长时期的团长，平时相处甚好，跟我行动是没有问题的；第116师师长刘德裕，虽然和周军长是亲戚，但他是看风头的人，由于利害关切，争取他也不会有多大问题，我虽然做不到全军整体行动，但是争取部分起义是没有问题的。只有第130师师长王理寰，平日关系不甚好，没有把握。请你向各师直接打入，我在内部尽力而为。我们要不断地保持联系，积极做好准备工作。假如我当了军长，立即开始行动。但对于第53军以外的其他部队，素乏往来，关系不够，无法提供情况。”赵国屏还说：“起义，我早晚是要干的，而且要整个干，不零干！”
1948年10月初遼瀋會戰，第53军军部随第8兵团司令部由铁岭撤到沈阳市内驻大北门朝阳街的魁畲祥商店，属下130师、暂编30师、116师（第346团留驻铁岭）先后撤驻沈阳。1948年10月20日遵照军委指示精神，东总命第十二纵及5个独立师从长春围城前线星夜南进至营口及其以西以北地区堵塞（沈阳）敌人退路。10月25日，第十二纵队刚到达铁岭附近，就接到东总电令，要该纵留1个师围歼铁岭之敌，主力继续南进。十二纵当即决定第36师留下打铁岭，要他们歼灭守敌后继续南进。1948年10月26日留守铁岭的第346团（团长丁占鳌兼城防司令）约2000人，还有开原逃敌和铁岭县保安大队共800余人被东野十二纵36师包围，27日17时开始进攻，共歼敌2800余人，其中俘团长丁占鳌（丁赞尧）、县长孙精波及以下人员2200余人，缴获步枪1978支，冲锋枪118支，轻重机枪109挺，六〇炮52门，子弹30万发，马54匹，汽车20辆。10月28日东总连发两电，在第五十二军抢占营口背景下，令十二纵不管铁岭之敌是否消灭，迅速向浑河铁路桥及沈阳以南急进，截断沈敌南逃的退路，力争就地歼灭。遵照东总指示，十二纵率34师、35师分两路齐头并进，直插沈南。28日下午17时许，行至沈阳北新城堡一带时，十二纵侦察队与第34师前卫警戒分队同时发现从铁岭逃出来的第116师师直及其两个团和东北守备第一总队在铁甲列车掩护下沿铁路线附近向沈阳撤逃，正处于十二纵两路行军纵队之间。十二纵几名领导下决心歼灭此敌，当即令第35师派出1个团位于沈北东岗子车站（哈大铁路蒲河桥北）占领有利地形，以防敌南逃和沈敌北援，第35师在师长王奎先、政委栗在山的指挥下，从东向西接敌。第34师在代师长职务的纵队副参谋长王亢(师长温玉成因病在后方休养)、政委谭友林指挥下，从西向东靠进，采取两面夹击的部署扑向敌人。解放军2个师动作迅速、勇猛，加之天色已晚视度不良，第116师等部被分割追歼，第35师歼灭了第116师直属队，俘敌一部，另一部敌人逃至沈阳西北的五家子（今兴隆台街道）、小营子（今尹家街道西北）、全胜堡（今财落街道以西）一带，被第34师包围，于29日晨展开围歼，敌依仗铁甲列车掩护企图打开一条逃路。第34师首次与铁甲列车作战，缺乏打铁甲列车的手段和经验，第102团3营机枪连战士杨宝胜隐蔽、敏捷地跳上铁甲列车，揭开天窗投进手榴弹，车毁敌亡，创步兵打铁甲列车的范例，战后，被记特等功并获战斗英雄称号。此战歼第116师(欠第346团))2个团和东北守备第1总队一部，俘少将总队长彭定一（头部负伤）以下4000余人。十二纵及打扫战场就继续分两路绕经沈西（今于洪区）向沈南强行军。右路按34师、纵直、36师顺序，左路为第35师。当35师越过北宁铁路，10月30日凌晨3时30分到达黑林子村（今大兴街道西北）以南的公路时，与从新民县溃逃下来的保安第9团遭遇，敌俘供称，附近大兴屯（今大兴街道以西的大兴村）驻有从新民、巨流河撤下来的第五十三军第130师309团和第四十九军第79师第236团的1个营。十二纵指定由第35师师长王奎先指挥第103团攻歼大兴屯，俘团长靳有容以下2800余久，缴获战防炮4门、重迫击炮2门、轻重机枪30余挺、步马枪1200支、军马50余匹。10月31日凌晨十二纵抵达沈南的浑河右岸，涉水过河，上午九时进至苏家屯以南地域，第36师也抵达浑河右岸。
1948年11月1日，殘部由副軍長趙鎮藩少將率領向東北野戰軍第2縱隊投降。第130师师长王理寰率部起义。

## 隸屬情況
- 第四軍團〔1933年2月－4月〕
- 軍事委員會北平分會〔1933年4月－1935年11月〕
- 冀察綏靖公署〔1935年11月－1937年8月〕
- 第一集團軍〔1937年8月－1937年10月〕
- 第二十集團軍〔1937年10月－1938年3月〕
- 第二十六軍團〔1938年3月－7月〕
- 第九戰區〔1938年7月－1940年7月〕
- 第二十集團軍〔1940年7月－1946年6月〕
- 第三十四集團軍〔1946年6月－1946年8月〕
- 東北保安司令長官部〔1946年8月－9月〕
- 第十一戰區司令長官部〔1946年9月－1947年3月〕
- 保定綏靖公署〔1947年3月－9月〕
- 第三兵團〔1947年9月－1948年1月〕
- 第八兵團〔1948年1月－11月1日〕

## 人事異動與部隊調動
1933年2月，东北军整编，组建第53军。
- 军长万福麟
- 第106師（1933年2月－1933年4月）沈克：调归第四十军
- 第108師（1933年2月－1934年2月）杨正治（副军长兼） 调归第六十七军
- 第112師（1933年3月－1933年4月）张廷枢 调归第六十七军
- 第116師（1933年2月－1948年11月）缪澄流
  - 647团团长吕正操[2]
- 第119師（1933年2月－1937年6月）孙德荃
- 第129師（1933年2月－1937年6月）周福成
- 第130師（1933年2月－1948年11月）朱鸿勋
- 騎兵第2師（1933年2月－1935年9月）：辽宁省警务处骑兵第1、第2、第3总队编成。师长黄显声，师参谋长董道泉。

西安事变后，1937年5月中旬东北军整编，撤销第119、第129师，辖：
- 第91师：东北军第六十三军缩编，冯占海任师长 ，副师长邓乃柏，参谋长阎明志[註 1]
- 第116师，周福成
- 第130师。朱鸿勋

七七事变后，隶属第一战区。1938年在豫中归第1集团军、第20集團軍（1937年10月－1938年3月）、第26集團軍（1938年3月－1938年7月）。1938年5月参加武汉会战。1938年7月改隶第九战区，第91师改隶第八十五军。1938年12月时：
- 军长周福成
- 副军长黄显声（1936年10月－1937年6月）、王景儒、朱鸿勋
- 第116师
- 第130师

1939年至1943年春驻湖南、鄂西。调云南编入中国远征军。1945年春： 
- 军长周福成
- 副军长赵锡庆、赵镇藩
- 第116师：师长赵绍宗/1940年6月赵镇藩/1944年11月刘润川
- 第130师
- 荣誉第2师。

抗战胜利后，赴越南受降。1946年4月下旬，由河内回广州。1946年6月中旬，海运秦皇岛，1946年9月隶属第十一战区/保定绥靖公署，荣誉第2师改称为第67师。
- 军长周福成，副军长赵镇藩、参谋长刘德裕
- 第116师，师长刘润川、副师长张绍贤、参谋长吴和声
- 第130师，师长王理寰、副师长张儒彬
- 第67师，师长戴坚、副师长刘声鹤

1947年9月转隶东北战场第3兵團，第67师脱离与该军的建制关系，
- 第116师，刘润川师长、副师长张绍贤，参谋长吴和声。1947年10月1日至2日在开原县以北的威远堡门被歼，师长刘润川、副师长张绍贤均被俘。以整编第1纵队为基础重建第116师，军参谋长劉德裕任师长。副师长毛芝荃、参谋长马佩生。
- 第130师，王理寰任师长，副师长夏时、参谋长谷振寰
- 暂编第30师，师长张儒彬，副师长王冠英、参谋长韩子玉。1948年9月改番号为第270师。
- 东北守备第一总队（对外称第171师），总队长彭定一
- 东北守备第二总队（对外称第177师）：1947年10月以第二纵队整训补充后，番号为“东北守备第二总队”，以第130师副师长毛芝荃为少将总队长。1948年10月初退到沈阳城区驻南五马路。担任铁西区和于洪区一带的防务。1948年11月1日上午九时左右，毛芝荃派来一辆吉普车，要接东野二纵五师十四团政治处主任王佐邦带着三名股长以及几名战士作为解放军代表到达五马路的一幢楼上，与总队长毛芝荃、副总队长佟道和参谋长胡大谟谈判。最后东北第二守备总队被定性为“火线投诚”。第三团团长关庆厚，驻守沈阳冶炼厂，和中共的地下工作关系李极栋(化名白栋)取得了联系。

1948年1月隶属第8兵团。1948年11月2日在沈阳投诚。

### 历任副軍長
- 楊正治（1933年2月－1936年10月）
- 黃顯聲（1936年10月－1937年6月）
- 周福成（1937年6月－1938年2月）
- 王景儒（1938年2月－1942年9月）
- 朱鴻勳（1938年12月－1940年10月殉）
- 趙錫慶（1940年10月－1944年4月）
- 李漢章（1942年9月－1944年3月）
- 趙鎮藩（1944年4月－1948年11月）

### 历任參謀長
- 王景儒（1933年2月－1936年5月）
- 金奎璧（1936年5月－1936年10月）
- 趙錫慶（1936年10月－1940年10月）
- 趙鎮藩（1940年10月－1944年3月）
- 劉德裕（1944年4月－1948年2月）
- 蔣希斌（1948年2月－1948年6月）
- 郭顯榮（郭业儒）（1948年6月－1948年11月）

### 殉職將官
- 趙紹宗，1907年生，河北省保定人，東北講武六期步科，第116師師長，1940年4月16日，病逝於湖北岳陽。
- 朱鴻勳，1899年生，吉林省農安人，東北講武六期步科，第五十三軍副軍長兼第130師師長，1940年10月29日，於華容陣亡，追贈中將。